# Skommartjärnen (Malingsbo socken, Dalarna)
Skommartjärnen är en sjö i Smedjebackens kommun i Dalarna och ingår i Norrströms huvudavrinningsområde. Sjöns area är 0,01 kvadratkilometer och den befinner sig 255 meter över havet.